# Angerville-la-Campagne
Angerville-la-Campagne è un comune francese di 1 168 abitanti situato nel dipartimento dell'Eure nella regione della Normandia.

## Società

### Evoluzione demografica
Abitanti censiti